# شيلدون هاريس
شيلدون هاريس (بالإنجليزية: Sheldon Harris)‏ هو عالم موسيقى أمريكي، ولد في 13 أغسطس 1924، وتوفي في 8 سبتمبر 2005.